# Chris Webber
Mayce Edward Christopher Webber III zvan kraće "Chris Webber" (Detroit, Michigan, SAD, 1. ožujka 1973.) je bivši američki košarkaš.
Studirao je na Michiganskom sveučilištu, za čiju je momčad igrao. Orlando Magic ga je izabrao na draftu 1993. u 1. krugu kao 1. izbor.

## Vanjske poveznice
- NBA.com